# Leyla Chakar
Leyla Chakar ist eine deutsche Diplom-Ingenieurin und Magister-Ingenieurin im Bauingenieurwesen. 2018 wurde sie auf den Lehrstuhl für Verkehrswesen an der Hochschule für Technik Stuttgart berufen.

## Werdegang
Von 1992 bis 1998 hat  Chakar an der Universität für Architektur, Bau und Geodäsie in Sofia Bauingenieurwesen, mit der Fachrichtung Straßenbau, studiert. Ihren Studienabschluss mit dem akademischen Grad des Magisters in Transportbau sowie ihre Diplomarbeit erlangte sie im Jahre 2000.
Von 2001 bis 2002 bildete sie sich wissenschaftlich am Institut für Straßen- und Eisenbahnwesen an der Technischen Universität Karlsruhe (TH) weiter. Gefördert und unterstützt wurde Layla Chakar dabei von dem Rektor-Stipendium. Nach Beendigung der Fortbildung arbeitete sie bis 2001 als akademische Mitarbeiterin am Institut für Straßen- und Eisenbahnwesen des Karlsruher Instituts für Technologie (KIT), wobei sie seit 2008 die Laborleitung sowie die stellvertretende Prüfstellenleitung nach RAP Stra übernahm. Im Anschluss war  Chakar bis 2018 als geschäftsführende Referentin der Fachgruppe Sand und Kies beim Industrieverband Steine und Erden e.V. (ISTE) in Ostfildern tätig. Ab September 2018 lehrt sie als Professorin für Verkehrswesen an der Hochschule für Technik in Stuttgart (HFT).

## Forschungsschwerpunkte
Aktuell beschäftigt sich Chakar mit der Erprobung von gebrochenem Kies des Oberrheins als Einsatz in Waschbeton. Das Projekt liefert Langzeiterfahrungen für den Einsatz einer neuen Bauweise im Hinblick auf AKR-Schäden, Griffigkeit und Ebenheit.
Weiterer Forschungsschwerpunkt war die Prüfung, ob und ggf. inwieweit durch Modifikation von Splittmastixasphalt mit Elektroofenschlacke (EOS) in verschiedenen Kornklassen eine Optimierung des Verformungswiderstandes unter Berücksichtigung des thermischen Verhaltens möglich ist.

## Auszeichnungen
Gut zwei Jahre nach Abschluss ihrer Promotion erhielt Layla Chakar im Februar 2010 den Preis der Franz und Alexandra Kirchhoff-Stiftung für ihre Doktorarbeit Optimierung des Verformungswiderstandes von Splittmatrixasphalt durch Modifikation mit Elektroofenschlacke.

## Ausgewählte Publikationen
- Leyla Chakar: XII National Conference on Transport Infrastructure with International Participation in Nesebar 2019. Transport infrastructure and construction institute Ltd, Sofia 2019, ISSN 2683-0752.
- V. Hartmann, L. Chakar, M. Schmitz, P. Schlager: Erfahrungsbericht über die Erprobungsstrecke in Betonbauweise mit Waschbetonoberfläche auf der BAB A 5 unter Verwendung von gebrochenem Kies des Oberrheins (Alpine Moräne Edelsplitt). In: Straße und Autobahn. Band 69, Nr. 9, 2018, S. 746–751.
- Leyla Chakar(Mitautorin): Leitfaden Qualitätsbaustoffe aus Alpine Moräne. In: Schriftenreihe des ISTE. Arbeitskreis Technische Öffentlichkeitsarbeit der Fachgruppe Sand und Kies im ISTE (Hrsg.). Band 5, 2015, ISBN 978-3-936528-08-4.
- Dissertation am Institut für Straßen- und Eisenbahnwesen zum Thema: Optimierung des Verformungswiderstandes von Splittmastixasphalt durch Modifikation mit Elektroofenschlacke. an der Fakultät für Bauingenieur-. Geo- und Umweltwissenschaften der Universität Fridericiana zu Karlsruhe (TH) 2010
- 2010: Vortrag zur „Bewertung des Verformungswiderstandes von Asphalt mit dynamischen Druckversuchen“

Quelle:

## Mitgliedschaften
- FGSV-Mitgliedschaft seit 2002
- VSVI-Mitgliedschaft seit 2013
- in der Forschungsgesellschaft für Straßen- und Verkehrswesen e.V. (FGSV):
  - LA 6 Gesteinskörnungen, Ungebundene Bauweisen; Mitglied seit April 2013
  - AA 6.1 Gesteinskörnungen; Mitglied 2013 bis 2018
  - AA 6.2 Umweltverträglichkeit, Industrielle Nebenprodukte und RC-Baustoffe; Teilnahme seit Februar 2007; Mitglied 2009 bis 2015
  - AK 6.2.4 Hausmüllverbrennungsasche „HMV-Asche“; Mitglied seit Januar 2011
  - AK 6.2.5 Eisenhüttenschlacken; Mitglied 2011 bis 2012
  - AK 6.3.2 Überarbeitung des Regelwerkes für Schichten ohne Bindemittel; Mitglied 2017 bis 2018
  - AA 7.1 Technische Vertragsbedingungen; Teilnahme seit Februar 2016; Mitglied 2017 bis 2019
  - AK 7.1.1 Asphaltbauweisen „Neufassung Vertragsbedingungen“; Mitglied seit März 2015
  - AA 7.3 Bauweisen; Teilnahme seit März 2013; Mitglied seit März 2014
  - LA 8 Betonbauweisen; Mitglied seit November 2014
- AK 8.3.5 Hinweise zur Bauweisen „Betondecke auf KTSuB“; Mitglied 2015 bis 2019
- Deutsches Institut für Normung e.V.
- NA 005-10-10 AA Asphalt (SpA zu CEN/TC 227/WG 1 = GA 7.01 der FGSV); Teilnahme seit 2012; Mitglied 2014 bis 2018
- NA 062-03-13 AA Gemeinschaftsarbeitsausschuss NA 062/FGSV, Gesteinskörnungen, Prüfverfahren, Petrographie, Probenahme und Präzision; Mitglied 2016 bis 2018
- Bundesverband mineralische Rohstoffe e.V. (MIRO)
- Forschungsgemeinschaft Mineralische Rohstoffe e.V. (FG MIRO); Beiratsmitglied 2012 bis 2018
- AA Anwendungstechnik, Normung (AN); Mitglied 2012 bis 2018
- AA Alkali-Kieselsäure-Reaktion und Industriekontaktausschuss AKR; Mitglied seit 2012

Quelle: